# Gryff-Motors-Garage
Gryff-Motors-Garage ist eine Schweizer Kfz-Werkstatt und ein ehemaliger Hersteller von Automobilen.

## Unternehmensgeschichte
Jean-Pierre Läubin gründete das Unternehmen am 1. Oktober 1960 in Basel, als er eine Tankstelle übernahm. Läubin präparierte Formel-3-Rennwagen und vertrieb Fahrzeuge der Marke Abarth. Ab 1969 fertigte das Unternehmen auch Automobile, die den Markennamen Gryff erhielten. 1973 endete vorerst die Geschäftstätigkeit, die aber 1977 wieder aufgenommen wurde. Wann der Umzug von Basel ins benachbarte Allschwil erfolgte, ist nicht bekannt. Das Unternehmen besteht heute noch als Kfz-Werkstatt.

## Fahrzeuge
Das Unternehmen stellte zwischen 1969 und 1973 etwa 30 Exemplare eines VW-Buggys her. Dazu wurden Fahrgestelle des VW Käfers verwendet. Ab 1977 entstanden Fahrgestelle für Nachbauten des AC Cobra. Ein eigenständiges Modell mit zwei Sitzen war wahlweise mit einem Einbaumotor von Porsche mit 204 PS oder einem Motor von Ford mit 140 PS lieferbar. Außerdem bot Gryff einen Lizenzbau des englischen Nova an.